# Bordetella
Bordetella este un gen de bacterii Gram-negative cu formă cocobacilară din încrengătura Pseudomonadota. Speciile de Bordetella, cu excepția B. petrii, sunt obligatoriu aerobe, precum și extrem de fastidioase (pretențioase nutritiv) sau greu de cultivat. Toate speciile pot produce infecții la om. Primele trei specii descrise (B. pertussis, B. parapertussis, B. bronchiseptica) sunt denumite uneori „specii clasice”. Două dintre acestea (B. pertussis și B. bronchiseptica) sunt, de asemenea, motile.
Există aproximativ 16 specii diferite de Bordetella care provin probabil din strămoși care au trăit în sol și/sau în medii acvatice. B . pertussis și, ocazional , B. parapertussis provoacă tuse convulsivă la om, iar unele tulpini de B. parapertussis colonizează doar oile. De asemenea, se știe că provoacă bronșită la pisici și bronhopneumonie la porci.
Denumirea genului a fost conferită după microbiologul Jules Bordet.

## Specii
- B. avium
- B. bronchialis
- B. bronchiseptica
- B. flabilis
- B. hinzii
- B. holmesii
- B. muralis
- B. parapertussis
- B. pertussis
- B. petrii
- B. pseudohinzii
- B. sputigena
- B. trematum
- B. tumbae
- B. tumulicola